# Adriano Angerilli
Adriano Angerilli (San Ginesio, 13 marzo 1918 – Arezzo, 28 giugno 2021) è stato un militare italiano.

## Biografia
Adriano Angerilli nacque a San Ginesio il 13 marzo 1918. Dopo aver frequentato gli studi agrari presso l'università di Bologna, entrò in servizio nel corpo della Forestale a Firenze nel 1939, per poi spostarsi a Vallombrosa, Sondrio e Napoli. Laureato con laurea triennale il 27 ottobre 1941, fu costretto a lasciare gli studi, poiché venne chiamato alle armi in vista della seconda guerra mondiale. Offrendosi volontario, durante l campagna del Nordafrica venne stanziato nell'Africa settentrionale, rimanendo ferito nella battaglia di Tobruch. Fatto prigioniero dalle truppe Alleate britanniche, precisamente appartenenti alla Western Desert Force, venne trasferito negli Stati Uniti e rinchiuso nel campo di prigionia di Hereford, in Texas, dal 1943 al 1946, dove resterà fino alla chiusura.
Ritornato in Italia, riprese i suoi studi iscrivendosi nuovamente al corso agrario dell'università di Bologna, che frequenterà dal 1948 al 1950. Rientrato in servizio presso la forestale, venne stanziato prima ad Ascoli Piceno, poi ad Avezzano, ad Arezzo, a Forlì, a Perugia e a L'Aquila, andando in pensione nel 1983, con il grado di dirigente superiore. Durante la sua carriera prese parte al Golpe Borghese e nel 1952 venne insignito della medaglia di bronzo al merito silvano, per poi diventare capo dell'Ispettorato regionale delle foreste dell'Abruzzo e capo del Dipartimento Forestale di Arezzo, ottenendo anche una laurea in lettere dopo il pensionamento.
Dopo aver compiuto 103 anni ed aver ricevuto gli auguri personali del sindaco di San Ginesio, Giuliano Ciabocco, morirà il 28 giugno 2021. Attento alle problematiche ambientali, in una lettera alla famiglia, il generale di corpo d'armata, Antonio Pietro Marzo, lo ricorda come un uomo buono, che nel corso della sua vita cercò anche di aiutare le persone anziane ricoverate all'ospedale San Donato, come infermiere volontario.

## Opere
- San Ginesio, vol. 1 (2005);
- San Ginesio, vol. 2 (2007);
- Hereford, Texas: onore e filo spinato 1943-1946 (2009).